# Wydział Matematyki, Informatyki i Ekonometrii Uniwersytetu Zielonogórskiego
Wydział Matematyki, Informatyki i Ekonometrii Uniwersytetu Zielonogórskiego – powstał w 2004 roku poprzez zmianę nazwy z Wydział Nauk Ścisłych na obecną. Według Ministerstwa Nauki i Szkolnictwa Wyższego wydział posiada kategorię "A".

## Kierunki kształcenia
Dostępne kierunki:
- Informatyka i Ekonometria (studia I i II stopnia)
- Inżynieria Danych (studia I i II stopnia)
- Matematyka (studia I i II stopnia)

## Struktura organizacyjna

### Instytut Matematyki
Dyrektor: prof. dr hab. Marian Nowak
- Zakład Algebry i Geometrii
- Zakład Analizy Matematycznej
- Zakład Ekonomii Matematycznej i Optymalizacji
- Zakład Matematyki Dyskretnej i Informatyki Teoretycznej
- Zakład Metod Stochastycznych i Matematyki Finansowej
- Zakład Równań Funkcyjnych
- Zakład Statystyki Matematycznej i Ekonometrii
- Zakład Zastosowań Informatyki

## Władze Wydziału
W kadencji 2020–2024:
| Stanowisko                 | Imię i nazwisko     |
| -------------------------- | ------------------- |
| Dziekan                    | dr hab. Bogdan Szal |
| Prodziekan ds. studenckich | dr Alina Szelecka   |